# Ordinariat personnel Notre-Dame-de-la-Croix-du-Sud
L'ordinariat personnel Notre-Dame-de-la-Croix-du-Sud est un ordinariat personnel de l'Église catholique immédiatement sujet au Saint-Siège et placé sous le patronage de saint Augustin de Cantorbéry,. Il est actuellement dirigé par l'ordinaire Anthony Randazzo (en).

## Territoire
L'ordinariat, conformément à ce qu'établie la constitution apostolique Anglicanorum coetibus, étend sa juridiction sur les fidèles provenant de l'anglicanisme qui soient résidents dans le territoire correspondant à la juridiction de la Conférence des évêques catholiques australiens et qui manifestent, par écrit, la volonté d'en faire partie.

## Histoire
L'ordinariat a été érigé par décret de la Congrégation pour la Doctrine de la Foi et approuvé par le pape Benoît XVI le 15 juin 2012.

## Ordinaires
- Harry Entwistle, 15 juin 2012 - 26 mars 2019
- Carl Reid, 26 mars 2019 - 1er juillet 2023
- Anthony Randazzo (en), depuis le 1er juillet 2023 (administrateur apostolique)[3]